# 镇盛镇
镇盛镇，是中华人民共和国广东省茂名市茂南区下辖的一个乡镇级行政单位。

## 行政区划
镇盛镇下辖以下地区：
镇盛社区、荷榭村、腾山村、那梭村、樟岭村、茂山村、竹山村、茂坡村、元亨村、那田村、博郡村、白沙村、彭村、大坡村、联塘村、环江村、乌石村、梅江村和斜岭村。